# Мысливец, Валентина Петровна
Валентина Петровна Мысливец (бел. Валянціна Пятроўна Мыслівец; 10 марта 1918 год, дер. Ачижа, Игуменский уезд, Минская губерния, Литовско-Белорусская ССР — 24 августа 2011 год, дер. Добринёво, Дзержинский район, Минская область, Белоруссия) — доярка Дзержинской госплемстанции Дзержинского района Минской области, Белорусская ССР. Герой Социалистического Труда (1966). Депутат Верховного Совета Белорусской ССР 7-го созыва.

## Биография
Родилась в 1918 году в крестьянской семье в деревне Ачижа (сегодня — Червенский район, Минская область). После окончания Великой Отечественной войны трудилась с сентября 1945 года в колхозе имени Ленина и с апреля 1950 по май 1986 года — разнорабочей, дояркой на Дзержинской госплемстанции (госплемстанция «Шикотовичи») Дзержинского района.
Одна из первых в районе достигла рубеж в пять тысяч килограмм молока с каждой фуражной коровы. Указом Президиума Верховного Совета СССР от 22 марта 1966 года за достигнутые успехи в развитии животноводства, увеличении производства и заготовок мяса, молока, яиц, шерсти и другой продукции удостоена звания Героя Социалистического Труда с вручением ордена Ленина и золотой медали «Серп и Молот».
В 1967 году вступила в КПСС. Избиралась депутатом Верховного Совета Белорусской ССР (1967—1971).
После выхода на пенсию в 1986 году проживала в селе Добринево Дзержинского района, где скончалась в 2011 году.
Память
В городе Дзержинск на Аллее Героев установлен памятный знак, посвящённый Валентине Мысливец.

## Награды
- Герой Социалистического Труда — указом Президиума Верховного Совета СССР от 22 марта 1966 года
- Орден Ленина
- Почётный гражданин Дзержинского района (1996)